# Râul Zacla
Râul Zacla este un curs de apă, afluent al râului Bistrița Aurie. 